# Salters
Salters es una pequeña área no incorporada ubicada del condado de Williamsburg en el estado estadounidense de Carolina del Sur en baja de Campo del estado región. El código postal es 29590 y el código de área 843. Charleston, Carolina del Sur y Myrtle Beach, Carolina del Sur están a poca distancia de Salters hacer una excursión de un día agradable a cualquiera. La silvicultura es la principal industria en el Condado de Williamsburg. Las ciudades próximas incluyen Kingstree, Greeleyville, y Lane. Salters es el lugar de la Institución Correccional Federal, de Williamsburg.